# Beaux Limmer
Beaux Limmer (Tyler, 10 giugno 2001) è un giocatore di football americano statunitense che milita nel ruolo di centro per i Los Angeles Rams della National Football League (NFL).

## Carriera universitaria
Limmer iniziò a giocare ad Arkansas nel 2019. Nel 2021 iniziò come titolare tutte le ultime 11 partite. Nel 2022 partì come titolare in tutte le 13 partite, le prime 12 come guardia e l’ultima, il Liberty Bowl, come centro Pro Football Focus lo inserì nella terza formazione All-American.
Un video Limmer che alzava durante uno squat 700 libbre (circa 317 kg)  divenne virale nell’estate del 2023. Nell’agosto Pro Football Focus lo classificò al 27º posto tra i migliori 50 giocatori del college football.
Limmer passò definitivamente nel ruolo di centro nella stagione 2023. Prima dell’inizio dell’annata fu inserito nella lista dei giocatori da tenere d’occhio per l’Outland e il Rimington Trophy.

## Carriera professionistica

### Los Angeles Rams
Limmer fu scelto dai Los Angeles Rams nel corso del sesto giro (217º assoluto) del Draft NFL 2024. Nella sua prima stagione disputò 16 partite, di cui 14 come titolare.